# Паравнеши
Паравнеши (груз. ფარავნეში) — село в Грузии, на территории Онского муниципалитета края (мхаре) Рача-Лечхуми и Нижняя Сванетия.

## География
Село находится в северной части Грузии, на правом берегу реки Риони, на расстоянии приблизительно 4 километров (по прямой) к северо-востоку от города Они, административного центра муниципалитета. Абсолютная высота — 1113 метров над уровнем моря.

## Население
По результатам официальной переписи населения 2014 года, в Паравнеши проживало 6 человек (3 мужчины и 3 женщины). В национальной структуре населения грузины составляли 100 %.
| Год  | Население, человек |
| ---- | ------------------ |
| 2002 | 25                 |
| 2014 | ↘ 6                |